# Марченко Яків Григорович
Марченко Яків Григорович  (1908—1969) — радянський український кінооператор документального кіно. Лауреат Сталінської премії (1952) за участь у зйомках «Квітуча Україна». Нагороджений орденом Червоного Прапора, медалями.

## З життєпису
Народився 23 жовтня 1908 р. у м. Хиславичі Смоленської обл. в робітничій родині. З 1925 р. працював кіномеханіком. Вчився у вечірньому Інституті журналістики й на операторському факультеті Всесоюзного державного інституту кінематографії.
В роки Великої Вітчизняної війни був фронтовим кінооператором.
З 1945 до 1948 року працював у Латвії, а в 1948 р. перейшов на Українську студію хронікально-документальних фільмів.
Зняв близько 500 сюжетів для кіножурналів, хронікальні кінокартини: «Орловська битва» (1943), «Радянська Латвія», «На полях України» (1947), «Квітуча Україна» (1951, у співавт. з І. Кацманом. Державна премія СРСР, 1952), «Спортивна Україна» (1958), «Навіки з російським народом» (1954, у співавт. з І. Кацманом i М. Кононовим), «Місто безсмертної слави» (1955), «Відкриття республіканської виставки передового досвіду» (у співавт. з Я. Мєстечкіним), «Від чорного лісу до Чорного моря», «Нова Болгарія», «Сад — прикраса нашого життя» (1958), «З полонини» (1963), «Пісня подолянки», «Обережно, покутники!» (1966).
Був членом Спілки кінематографістів України.
Помер 1 травня 1969 р. в Києві.